# Radarsat–2
A Radarsat–2 kanadai földfigyelő műhold, amelyet az elavult Radarsat–1 műhold leváltására terveztek. Szenzora egy C-sávban működő szintetikus apertúrájú rádiólokátor. A műholdat 2007. december 14-én állították pályára a Bajkonuri űrrapülőtérről indított Szojuz-FG hordozórakétával.
A Radarsat–2 az Alenia Spazio PRIMA platformja alapján készült, és egy többfunkciós szintetikus apertúrájú radarral rendelkezik, amely akár 3 méteres részletességű képek vételét is lehetővé teszi. A műholdat a sarkvidéki régió megfigyelésére tervezték, és a következő területeken használják: jégfelderítés, tengeri navigáció, hidrológia, térképezés, geológia, természeti erőforrások feltárása.